# پل بندرگاه سیدنی

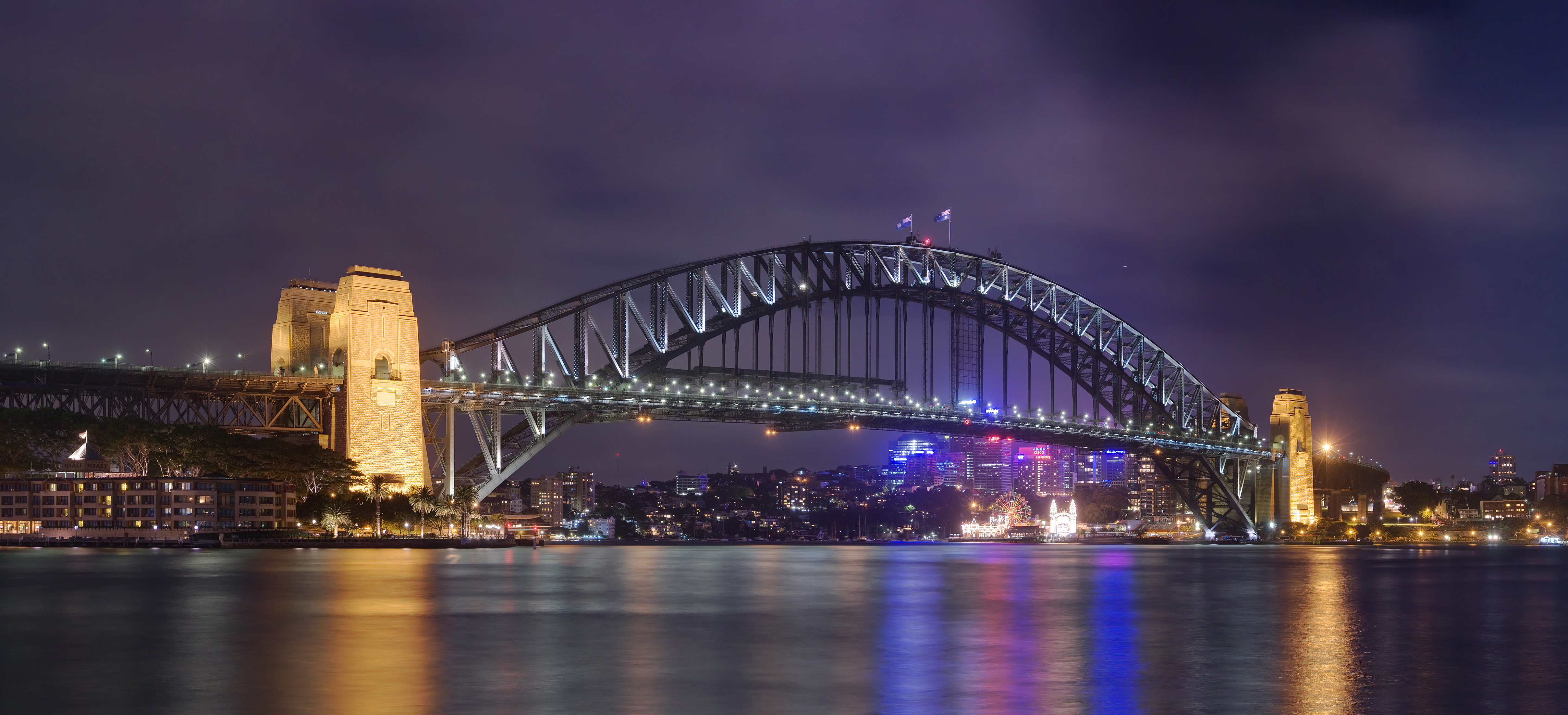
پل سیدنی بر فراز آبراهه سیدنی

پل بندرگاه سیدنی (به انگلیسی: Sydney Harbour Bridge) یکی از نمادهای اصلی و از شریانهای مهم ارتباطی شهر سیدنی در استرالیا است. این پل که بر روی بندرگاه سیدنی احداث شده مرکز شهر سیدنی را با مناطق شمالی این شهر مرتبط می‌کند. پل بندری سیدنی همراه با اپرای سیدنی که در دیگر سوی بندرگاه سیدنی واقع شده دو نماد اصلی شهر سیدنی را تشکیل داده‌اند و قطب گردشگری این شهر به حساب می‌آیند. پل سیدنی از شاهکارهای مهندسی و معماری جهان است و با ۴۹ متر عرض، پنجمین پل قوسی جهان به حساب می‌آید  .

## تاریخچه
پل بندرگاه سیدنی در سال ۱۹۳۲ افتتاح شد. تا پیش از افتتاح این پل، ارتباط نقاط شمالی سیدنی با دیگر مناطق آن از طریق قایق یا راهی به مسافت بیست کیلومتر در غرب این شهر امکان‌پذیر بود. نخستین بار در سال ۱۸۱۵ از سوی معماری به نام فرانسیس گرین‌وی پیشنهاد ساخت پلی بر روی بندرگاه سیدنی داده شد اما نخستین طرح‌های مهندسی برای ساختن پل از اوائل سده بیستم تهیه شد. به دلیل وقوع جنگ جهانی اول ساخت پل به تعویق افتاد .
در سال ۱۹۱۲ مهندس جان بردفیلد  به سمت مدیریت پروژه ساخت پل بندری سیدنی درآمد و کوشش‌های وی طی بیست سال منجر به ساخت این پل عظیم شد. وی در سال ۱۹۱۶ طرح کاملی برای ساخت پل ارائه کرد اما به دلیل وقوع جنگ جهانی اول، ساخت این پل به تعویق افتاد. از سال ۱۹۲۲ مراحل عملی ساخت پل شروع شد و ده سال بعد این پل آماده بهره‌برداری شد.

## پرده‌برداری
مراسم افتتاح پل در روز ۱۹ مارس ۱۹۳۲ با حضور فرماندار ایالت نیو ساوت ولز، شهردار سیدنی و دیگر مسئولان محلی برگزار شد. قرار بود نوار نمادین افتتاح پروژه توسط فرماندار ایالت بریده شود اما فردی به نام کاپیتان فرانسیس دو گروت (به انگلیسی: Francis de Groot) پیش دستی کرد و سوار بر اسب با شمشیر و با عنوان "به نام مردم شریف و قابل احترام نیو ساوت ولز " نوار را برید  :
"in the name of the decent and respectable people of New South Wales"

وی بلافاصله دستگیر شد و با گره زدن دوباره نوار، فرماندار ایالت به‌طور رسمی پل را افتتاح کرد .

## درباره پل
پل سیدنی از گونه پلهای فلزی است که از قطعات عظیم فولاد ساخته شده‌است. از نظر معماری پل بندرگاه سیدنی در رده پلهای قوسی قرار دارد. طول آن در مجموع ۱۱۴۹ متر و عرض آن ۴۹ متر است. حداکثر ارتفاع آن ۱۳۹ متر است و فاصله سطح پل تا سطح آب تقریباً ۴۹ متر است. طول دهانه قوس اصلی پل ۵۰۳ متر است .
پل بندرگاه سیدنی دارای دو خط ریلی برای عبور قطار است. در دوسوی پل گذرگاه عابر پیاده و دوچرخه طراحی شده‌است. بقیه سطح پل به هشت خط عبور خودروها اختصاص یافته‌است. در دو سوی پل جمعاً چهار برج غیرفلزی طراحی شده‌اند که امروزه به مدیریت پل و گردشگری اختصاص یافته‌اند.

## گردشگری
پل بندرگاه سیدنی از جاذبه‌های اصلی گردشگری در شهر سیدنی است. از سال ۱۹۹۸ صعود گردشگران به پل امکانپذیر شده‌است. هزینه این کار معمولاً دویست دلار استرالیا است که بسته به زمان صعود می‌تواند تا سیصد دلار هم افزایش یابد. طول زمان درنوردیدن پل در هر تور معمولاً سه و نیم ساعت است.

## دانستنی‌ها
- اهالی سیدنی در محاورات روزانه به آن The Coathanger می‌گویند [[۵]] که به معنی چوب لباسی [۶] یا رخت‌آویز است.
- برای اتصال قطعات فلزی پل به همدیگر، بیش از شش میلیون پرچ در پل به کار رفته‌است. ای پرچها به صورت دستی به کار رفته‌اند [۴].
- برای جلوگیری از پوسیدگی، پل سیدنی هرچند سال یکبار رنگ آمیزی می‌شود که کاری طولانی و سخت است. میزان رنگ لازم برای رنگ آمیزی پل، ۲۷۲۰۰۰ لیتر است [۴].
- تا ژوئن ۱۹۷۶ یک میلیارد وسیله نقلیه از پل سیدنی گذر کرده بودند [۴].
- ماشین‌هایی که از سمت شمال به مرکز شهر می‌روند مجبور به پرداخت عوارض به مبلغ سه دلار هستند.
- در سال ۲۰۰۷ جشنواره‌ای بمناسبت هفتاد و پنجمین سالگرد افتتاح پل برگزار شد.

## نگارخانه

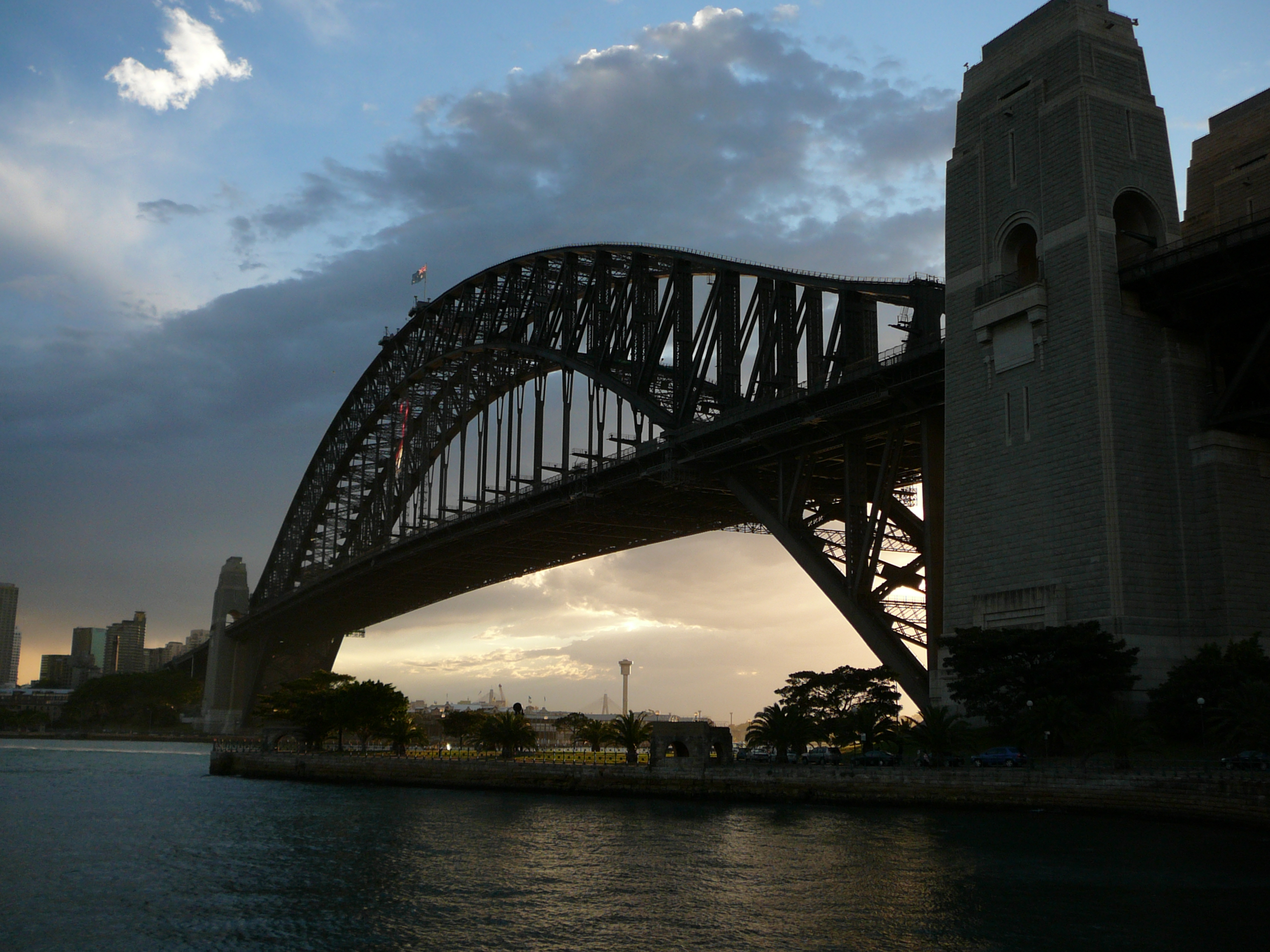
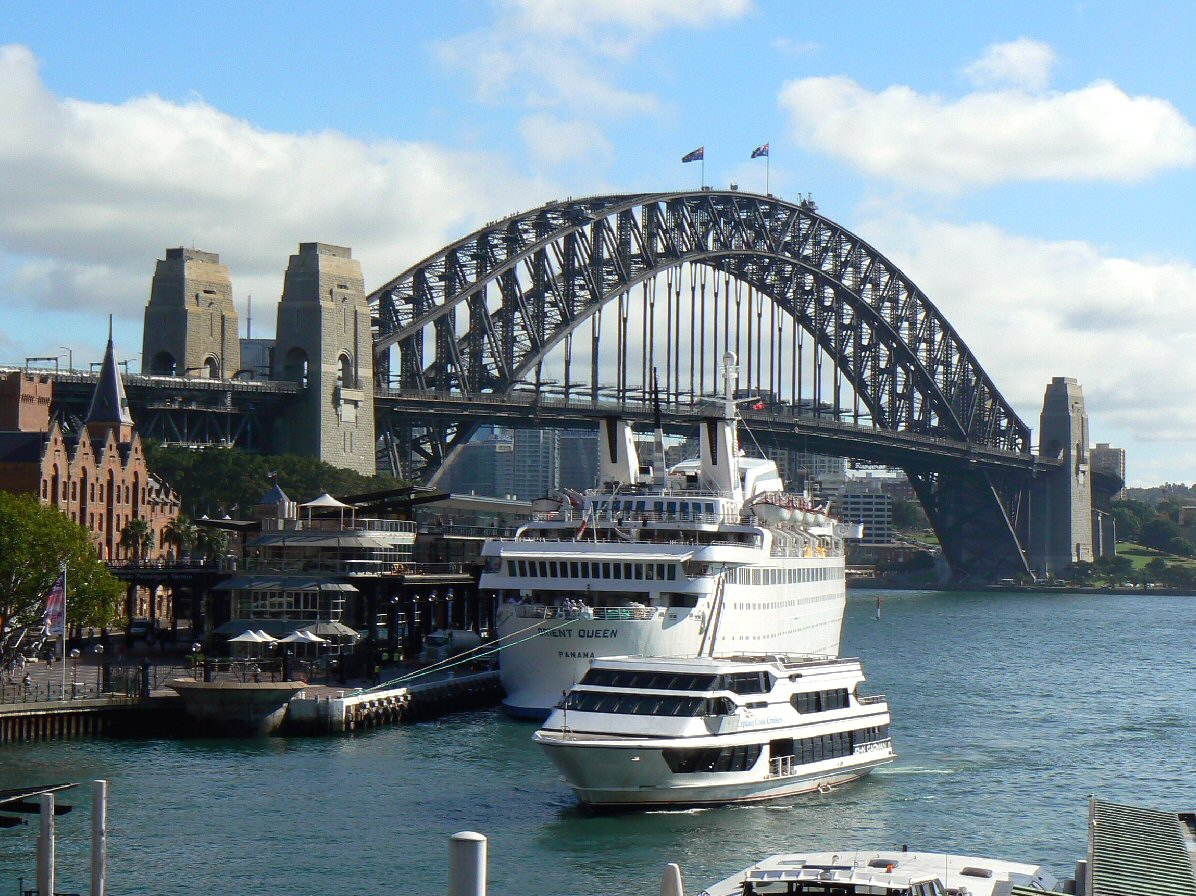
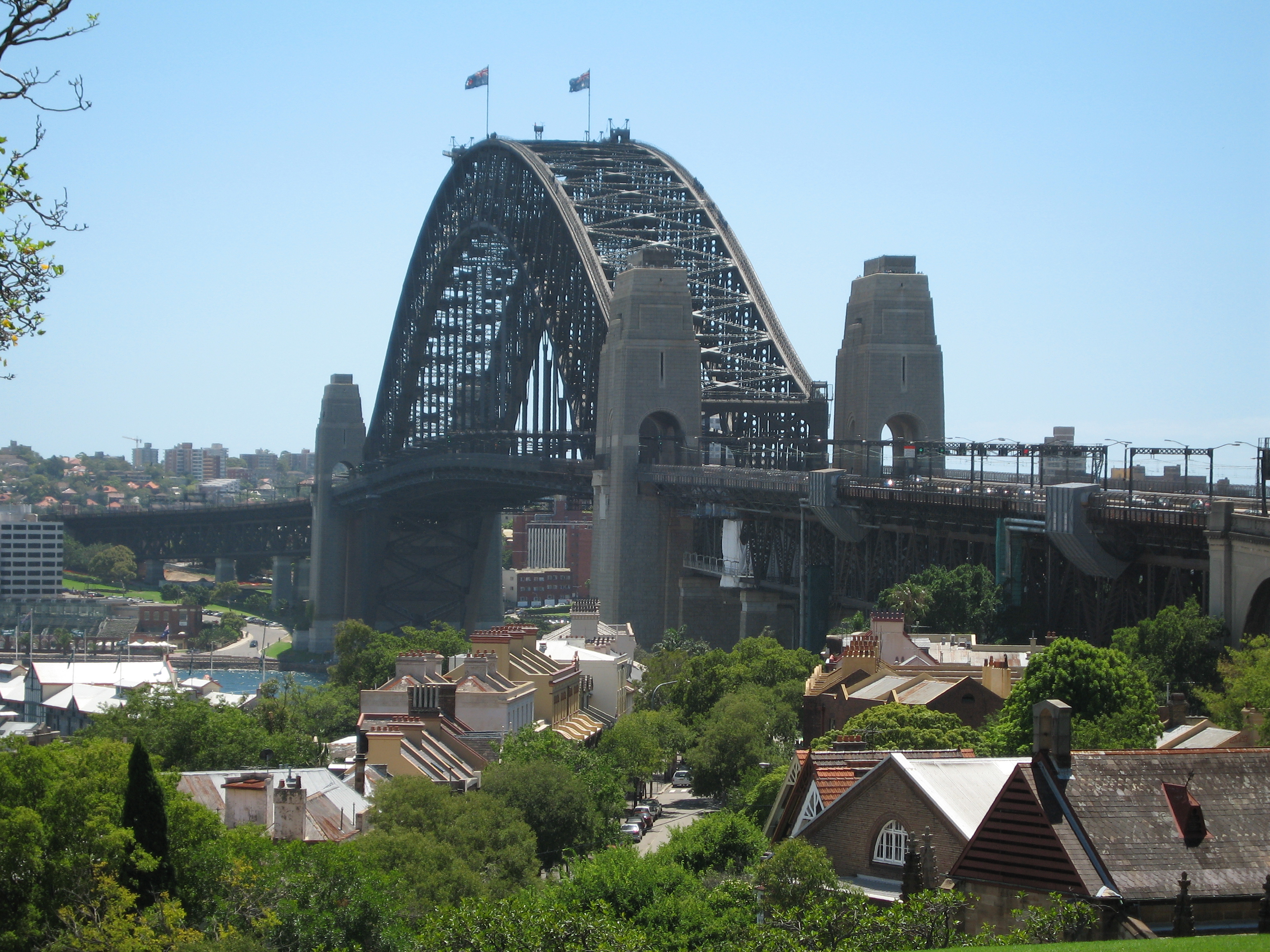